# محافظة رأس تنورة
محافظة رأس تنورة، هي إحدى محافظات المنطقة الشرقية في السعودية، وعاصمتها الإدارية مدينة رأس تنورة، محافظة رأس تنورة من الفئة أ.

## المساحة
مساحتها حوالي 301 كيلو متر مربع.

## السكان
بلغ عدد سكان محافظة راس تنورة (62,314) نسمة حسب تعداد السعودية 2022، عدد السعوديين (24,631) نسمة، وعدد غير السعوديين (37,683) نسمة.
وبلغ عدد سكانها حسب إحصاء عام 2010م 60 ألف نسمة.

## المواقع التابعة لرأس تنورة
- نجمة
- قرية شعاب
- الظليفين
- الخشكاري
- جاوان
- جزيرة زعل
- ميناء رأس تنورة
- مصفاة رأس تنورة
- الجعيمة
- محطة كهرباء غزلان.[4]